# The Truth About Love (album Lemara)
The Truth About Love – trzeci album brytyjskiego piosenkarza Lemara wydany w 2004 roku. Pierwszym singlem promującym album był utwór "It's Not That Easy".
Od wydaniu płyty we wrześniu 2006 roku, album osiągnął pozycję numer trzy w Album UK Chart. Był to jak dotąd najwyżej notowany album Lemara, oraz pierwszy w top 5. 15 września 2006 po pięciu dniach sprzedaży album uzyskał status złotej płyty. 8 grudnia 2006 album pokrył się platyną.

## Lista utworów
| #   | Tytuł                                             | Długość |
| --- | ------------------------------------------------- | ------- |
| 1.  | "Intro"                                           | 0:26    |
| 2.  | "Love Me Or Leave Me"                             | 3:23    |
| 3.  | "It's Not That Easy"                              | 3:22    |
| 4.  | "Someone Should Tell You"                         | 3:43    |
| 5.  | "Be Faithful"                                     | 3:31    |
| 6.  | "Tick Tock"                                       | 3:29    |
| 7.  | "Just Can't Live Without Each Others Love"        | 4:06    |
| 8.  | "Can't You See" (Featuring Styles P & Mica Paris) | 3:04    |
| 9.  | "When a Heart Is Broken"                          | 4:05    |
| 10. | "Caroline"                                        | 2:25    |
| 11. | "Let's Fall in Love (Interlude)"                  | 0:47    |
| 12. | "Anniversary" (featuring Joss Stone)              | 4:09    |
| 13. | "Beauty Queen"                                    | 3:36    |
| 14. | "Your Face"                                       | 3:25    |

- Wersja iTunes

| #   | Tytuł                                                       | Długość |
| --- | ----------------------------------------------------------- | ------- |
| 14. | "It's Not That Easy (Live Version)" [Bonus Track on iTunes] | 2:44    |
| 15. | "Digital Booklet-The Truth About Love"                      | 3:45    |
| 16. | "Come On Over" (UK Bonus Track)                             | 3:21    |